# Lucie Guérin
Pour les articles homonymes, voir Guérin.
Lucie Guérin, née Lucie Augustine Couillebault le 11 août 1900 à Graville-Sainte-Honorine au Havre (Seine-Inférieure) et décédée le 12 juin 1973 à Fleury-Mérogis (Essonne), est une femme politique française, membre du Parti communiste français. Elle est députée constituante de la Seine-Inférieure entre 1945 et 1946 puis députée du même département jusqu'en 1951, sous la première législature de la IVe République.

## Biographie

### Politique et Résistance
Lucie Couillebault est institutrice. Elle se marie à Roger Guérin, un ami d’enfance, lui aussi instituteur, le 7 août 1923 dans sa ville d’enfance. Ils auront deux enfants.
Elle s’engage politiquement en adhérant au Parti communiste français. Elle est aussi responsable départementale du Secours populaire français.
Pendant la Seconde Guerre mondiale, elle est partie prenante de la Résistance, notamment au sein des FTP.
Le 1er décembre 1941, elle est arrêtée par les autorités allemandes, condamnée à huit ans de travaux forcés et incarcérée à Rennes jusqu’au 12 mai 1944, puis déportée au camp de Ravensbrück par le convoi I.212, d'où elle est libérée le 7 mai 1945.
Elle y apprend la mort de sa fille Claudine en 1944 par une autre déportée transférée d'Auschwitz à Ravensbrück : née le 1er mai 1925, Claudine s'est engagée dans la Résistance en juin 1940 en Seine inférieure puis à Paris (transport de journaux et liaisons entre différents membres de la Résistance). Elle a été arrêtée le 17 février 1942 au lycée Victor-Duruy à Paris où elle était interne. Elle a été déportée à Auschwitz en janvier 1943 où elle est morte du typhus le 25 avril.
Sous la Quatrième République, outre l'exercice de ses mandats politiques faisant d'elle une des premières femmes députées en France, Lucie Guérin est une des dirigeantes de l'Union des femmes françaises (UFF).
Dans les années 1950, elle demeure 46 boulevard des Belges à Rouen.

### Carrière politique

#### Assemblées constituantes
Elle compte parmi les premières femmes députées de l'histoire française. Elle est élue dans la Seine-Inférieure
- 21 octobre 1945 : députée à la 1re Assemblée constituante
- 2 juin 1946 : députée à la 2e Assemblée constituante

#### Quatrième République
1re législature (1946-1951)
- 10 novembre 1946 - 3 juillet 1951 : députée de la Seine-Inférieure

#### Mandats locaux
1945-1949
- Conseillère générale de la Seine-Inférieure (canton de Rouen 4)

1953-1959
- Conseillère municipale de Rouen